# Kisumu Telkom
El Kisumu Telkom es un equipo de fútbol de Kenia que actualmente se encuentra inactivo.

## Historia
Fue fundado en el año 1968 en la ciudad de Kisumu con el nombre Kisumu Postal y es propiedad de la Telkom Kenya, la cual está dedicada a las telecomunicaciones. Logron el ascenso a la Liga Keniana de Fútbol por primera vez en la temporada 1988, siendo el segundo equipo de la ciudad en la máxima categoría junto al Kisumu All-Stars.
Su mejor temporada ha sido la de 1991, en la que quedaron de subcampeones, solamente por detrás del Gor Mahia FC, con lo que se convirtieron en el primer equipo de Kenia en participar en la primera edición de la Copa CAF en 1992, en la cual fueron eliminados en la segunda ronda por el Nakivubu Villa de Uganda.
En el año 1998 cambiaron de nombre por el que tienen actualmente, siendo uno de los equipos más constantes del fútbol de Kenia en la máxima categoría, en la cual permanecieron hasta la temporada 2005/06, en la cual descendieron. En la temporada siguiente no se inscribieron en la Primera División de Kenia y desde entonces se mantiene inactivo.

## Palmarés
- Liga Keniana de Fútbol: 0
  - Subcampeón: 1

1991

## Participación en competiciones de la CAF
| Temporada | Torneo   | Ronda | Club           | Casa | Visita | Global |
| --------- | -------- | ----- | -------------- | ---- | ------ | ------ |
| 1992      | Copa CAF | 1     | Small Simba    | 2-1  | 2-0    | 4-1    |
| 1992      | Copa CAF | 2     | Nakivubu Villa | 0-1  | 0-1    | 0-2    |

## Jugadores destacados
- George Ouma